# Niels Kaj Jerne
Niels Kaj Jerne (n. 23 decembrie 1911, Londra, Regatul Unit al Marii Britanii și Irlandei – d. 7 octombrie 1994, Castillon-du-Gard, Languedoc-Roussillon, Franța) a fost un imunolog danez.
În 1984, împreună cu Georges J. F. Köhler și César Milstein, a primit Premiul Nobel pentru Medicină pentru descoperiri în ceea ce privește sistemul imunitar.
În 1980 devine membru al Royal Society, iar în 1975 al United States National Academy of Sciences.